# Philemon (geslacht)
Philemon (of  lederkoppen) is een geslacht van betrekkelijk grote zangvogels uit de familie honingeters (Meliphagidae).

## Kenmerken
Lederkoppen zijn vrij saai bruin, zwarte en grijs gekleurd. Een gemeenschappelijk kenmerk is de gedeeltelijk of geheel zwarte naakte huid van de kop, van daar de naam lederkop.

## Leefwijze
Net als veel andere honingeters leven ze van nectar maar ook van insecten, andere kleine ongewervelde dieren, bloemen, vruchten en zaden. 

## Verspreiding en leefgebied
De soorten komen voor in het zuidoostelijk deel van de Indische Archipel, Nieuw-Guinea, Australië en Nieuw-Caledonië. 

## Geluid
Het geluid dat lederkoppen maken is zeer karakteristiek. Iedereen die in Australië op vogels let, zal onmiddellijk attent worden op deze bizarre aaneenschakeling van fluittonen en klikkende geluiden. De vogels komen vaak in luidruchtige groepjes voor en de herrie die ze maken als ze gezamenlijk foerageren in een bloesemboom, is vaak van verre te horen.

## Taxonomie
Over de indeling in soorten en ondersoorten is geen consensus. Een aantal soorten zijn endemisch voor bepaalde eilanden of eilandgroepen maar of ze daarom de status soort verdienen, daarover verschillen de meningen. De hier gevolgde indeling is die van de IOC World Bird List.

### Soortenlijst
(alfabetisch)
- Philemon albitorques – Manuslederkop
- Philemon argenticeps – Witkruinlederkop
- Philemon brassi – Mamberanolederkop
- Philemon buceroides – Timorhelmlederkop
- Philemon citreogularis – Kleine lederkop
- Philemon cockerelli – Bismarcklederkop
- Philemon corniculatus – Schreeuwlederkop
- Philemon diemenensis – Nieuw-Caledonische lederkop
- Philemon eichhorni – Eichhorns lederkop
- Philemon fuscicapillus – Morotailederkop
- Philemon inornatus − Timorlederkop
- Philemon kisserensis – Kisserlederkop
- Philemon meyeri – Dwerglederkop
- Philemon moluccensis – Burulederkop
- Philemon plumigenis – Tanimbarlederkop
- Philemon subcorniculatus – Ceramlederkop